# Parabothus polylepis
Parabothus polylepis es una especie de peces Pleuronectiformes de la familia Bothidae.

## Hábitat
Es un pez de mar.

## Morfología
Pueden llegar alcanzar los 15 cm de longitud total.

## Distribución geográfica
Se encuentra en las  costas de Sri Lanka.